# Mont Louise
Pour l’article homonyme, voir Mont Louise (Arthabaska).
Le mont Louise est une montagne à la frontière entre la province canadienne de Québec, dans la région de l'Estrie, et l'État américain du Maine, qui fait partie des Appalaches ; son altitude s'élève à 755 mètres.

## Toponymie
Le toponyme « mont Louise » a été officialisé le 5 décembre 1968 à la Commission de toponymie du Québec.

## Géographie

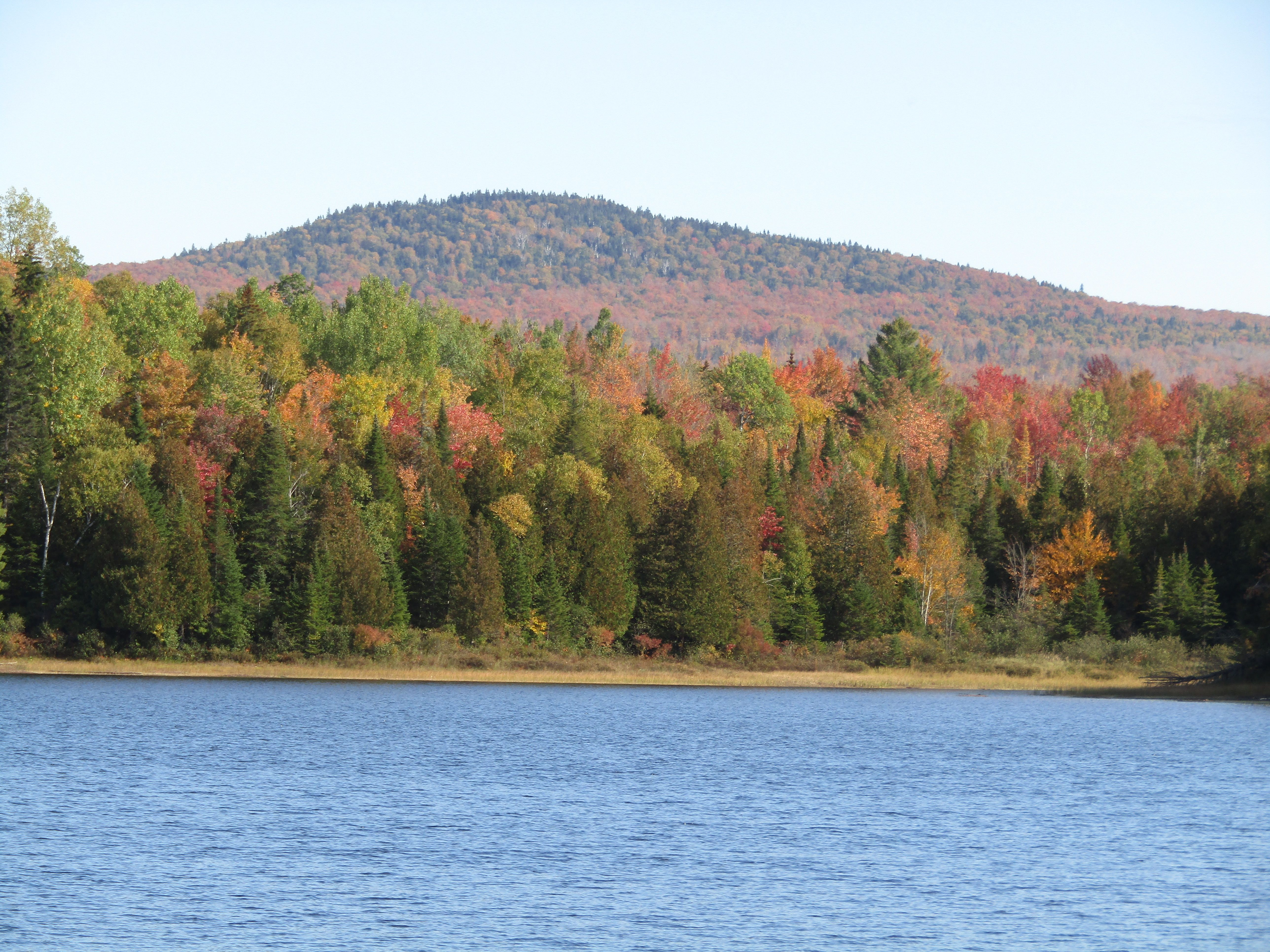
Le mont Louise près du lac aux Araignées.

La montagne, située dans la municipalité de Saint-Augustin-de-Woburn, au sud du lac aux Araignées, est traversée par la frontière entre le Canada et les États-Unis.